# Берел-Джанкшен (Юта)
Берел-Джанкшен (англ. Beryl Junction) — переписна місцевість (CDP) в США, в окрузі Айрон штату Юта. Населення — 161 особа (2020).

## Географія
Берел-Джанкшен розташований за координатами 37°42′4″ пн. ш. 113°39′13″ зх. д. / 37.70111° пн. ш. 113.65361° зх. д. (37.700983, -113.653495).  За даними Бюро перепису населення США в 2010 році переписна місцевість мала площу 4,73 км², уся площа — суходіл.

## Демографія
Згідно з переписом 2010 року, у переписній місцевості мешкало 197 осіб у 55 домогосподарствах у складі 38 родин. Густота населення становила 42 особи/км².  Було 70 помешкань (15/км²).
Расовий склад населення:
| - 54,3 % — білих - 3,6 % — корінних американців - 38,1 % — осіб інших рас |

До двох чи більше рас належало 4,1 %. Частка іспаномовних становила 51,8 % від усіх жителів.
За віковим діапазоном населення розподілялося таким чином: 40,1 % — особи молодші 18 років, 54,3 % — особи у віці 18—64 років, 5,6 % — особи у віці 65 років та старші. Медіана віку мешканця становила 23,5 року. На 100 осіб жіночої статі у переписній місцевості припадало 116,5 чоловіків;  на 100 жінок у віці від 18 років та старших — 126,9 чоловіків також старших 18 років.

Цивільне працевлаштоване населення становило 0 осіб. 